# Parafia Świętego Krzyża w Lesznie
Parafia Świętego Krzyża w Lesznie – parafia rzymskokatolicka należąca do dekanatu leszczyńskiego archidiecezji poznańskiej. Została utworzona 15 października 1983 roku dekretem ówczesnego Metropolity Poznańskiego ks.abp. Jerzego Stroby. Siedziba parafii mieści się przy placu Metziga w Lesznie. Od 2018 roku parafią zarządzają księża Salezjanie Inspektorii Wrocławskiej.

## Historia
Parafia powstała na skutek przekazania w zarząd Kościołowi katolickiemu w 1977 roku dawnej świątyni protestanckiej zbudowanej w 1635 roku. Obszar parafii wydzielono z parafii pw. św. Jana Chrzciciela, św. Mikołaja oraz św. Józefa w Lesznie.

## Obszar
Leszno:
- ulice: Akacjowa, Artyleryjska, Bema, Chociszewskiego, Dożynkowa (nr. 31-62), Fredry, Dworcowa, Grota-Roweckiego, Kanałowa, Kosynierów, Kręta, Kasprowicza, Klonowicza, al. Krasińskiego, Lipowa, Łąkowa, Matejki, Marcinkowskiego (nr. 5-11), Nowy Rynek,pl. Metziga, Obrońców Lwowa, Ogrodowa, Okrężna, Polna, Poplińskiego, Przemysłowa, Powstańców Śląskich, Różana, Racławicka, Saperska, Sienkiewicza, Skryta, Sokoła, Starozamkowa, Strzelecka, Skarbowa, Słowiańska (nr. parzyste od 26 do końca, nr. nieparzyste od 33 do końca), Świętokrzyska (nr. 2a, 2d), Tama Kolejowa, Towarowa, Ułańska, Usługowa, Żołnierska.

## Proboszczowie
- ks. Bolesław Bugzel (1982-2003),
- ks. Kazimierz Małek (2003-2013),
- ks. Zbigniew Rzeźnik (2013-2018),
- ks. Ryszard Jeleń SDB (od 2018).